# Pronovias
Pronovias és una empresa familiar catalana de confecció de vestits de núvia fundada a Barcelona el 1922.
El 2012 comptava amb 200 botigues (93 pròpies, i 107 franquícies) i tenia presència a 103 països. El 2011 la cadena va obrir botigues a Mèxic DF, Santiago de Xile, Rio de Janeiro, São Paulo, Tòquio i Seül, així com a Qatar, Turquia, Aràbia Saudita i Jordània. El 2012 tenia previst obrir altres 30 botigues, situades a Veneçuela, Equador, Rússia, Romania i Istanbul, entre altres llocs. A Europa, Pronovias ha crescut a través de botigues pròpies i utilitza la fórmula de la franquícia per a països amb cultures empresarials diferents. El 72% de la facturació procedeix de l'exterior. Les seves marques són Pronovias, St. Patrick, It’s My Party, LesAccessories, Elie Sab, La Sposa, Atelier Diagonal i White One.

## Història
Pronovias té el seu origen en El Suizo, una botiga especialitzada en encaixos, brodats i teixits de seda fundada el 1922 per Alberto Palatchi Bienveniste, que es va instal·lar a Barcelona procedent de Turquia. La petita botiga anomenada El Suizo més tard es va transformar en un taller, Sant Patrick.
El 1964 l'empresa inicia una nova etapa. Comença obrint botigues a Barcelona i en altres punts d'Espanya i es llança a vestir les núvies prêt-à-porter. El 1969, Alberto Palatchi Ribera, nascut a Barcelona el 1949, fill del fundador de l'empresa, va ser nomenat director general i l'empresa prendrà un nou rumb. Juntament amb la seva esposa, Susana Gallardo, amb la qual va tenir tres fills: Gabriela, Alberto i Marta, impulsa i modernitza la signatura fins a convertir-la en una de les empreses de moda més destacades del món. A més Alberto Palatchi, s'ha convertit en un inversor de SICAVS amb diversos fons d'inversió.